# Spoorlijn Falaise - Berjou
De spoorlijn Falaise - Berjou was een Franse spoorlijn van Falaise naar Berjou. De lijn was 29,3 km lang en heeft als lijnnummer 411 000.

## Geschiedenis
De lijn werd geopend door de Compagnie des chemins de fer normands op 15 april 1874. Drie jaar na de opening ging deze onderneming failliet en werd de lijn overgenomen door de Compagnie des chemins de fer de l'Ouest.
Op 1 maart 1938 werd het personenvervoer opgeheven. Goederenvervoer bleef er tussen Falaise en Mesnil-Hubert-Pont d'Ouilly tot 1942,  tussen Mesnil-Hubert-Pont d'Ouilly en Cahan tot 3 november 1969 en tussen Cahan en Berjou tot 1986, daarna is de lijn opgebroken. 

## Aansluitingen
In de volgende plaatsen is of was er een aansluiting op de volgende spoorlijnen:
Falaise
RFN 410 000, spoorlijn tussen Coulibœuf en Falaise
Berjou
RFN 412 000, spoorlijn tussen Caen en Cerisy-Belle-Étoile

## Galerij

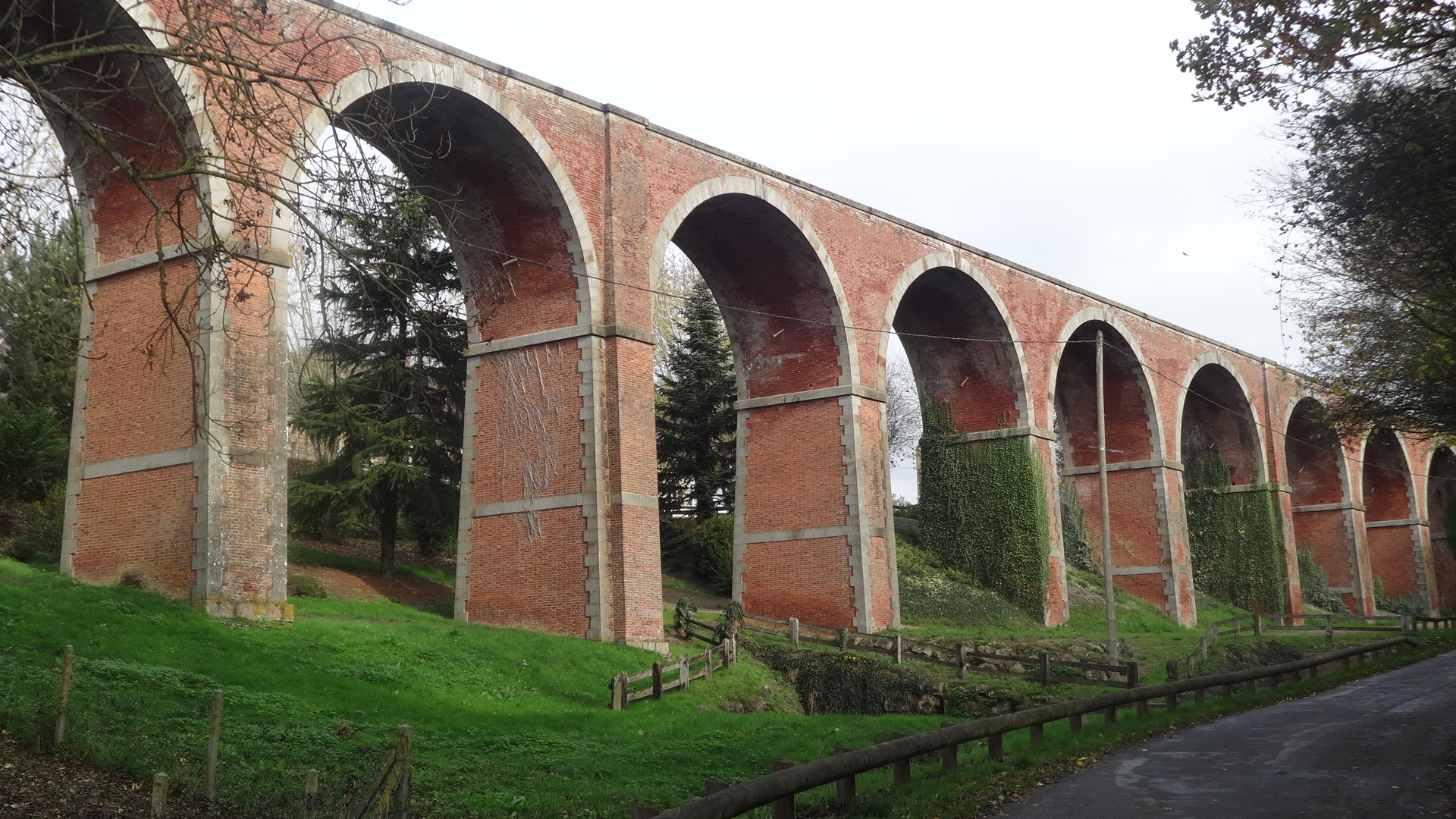
Viaduct van la Fouillerie
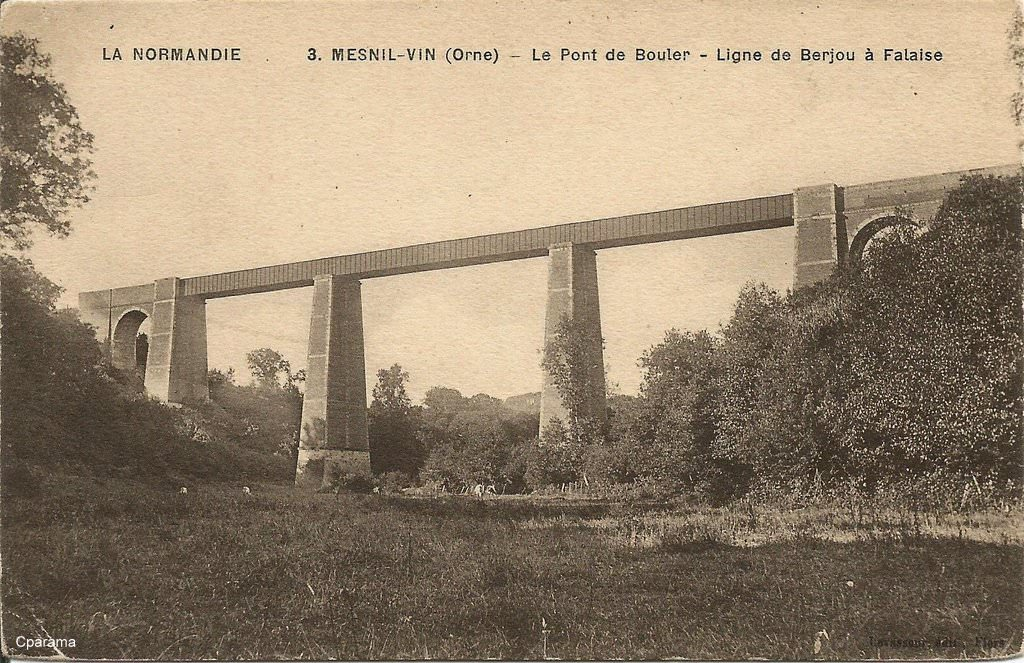
Viaduct van Rapilly